# Amtsgericht Pasewalk

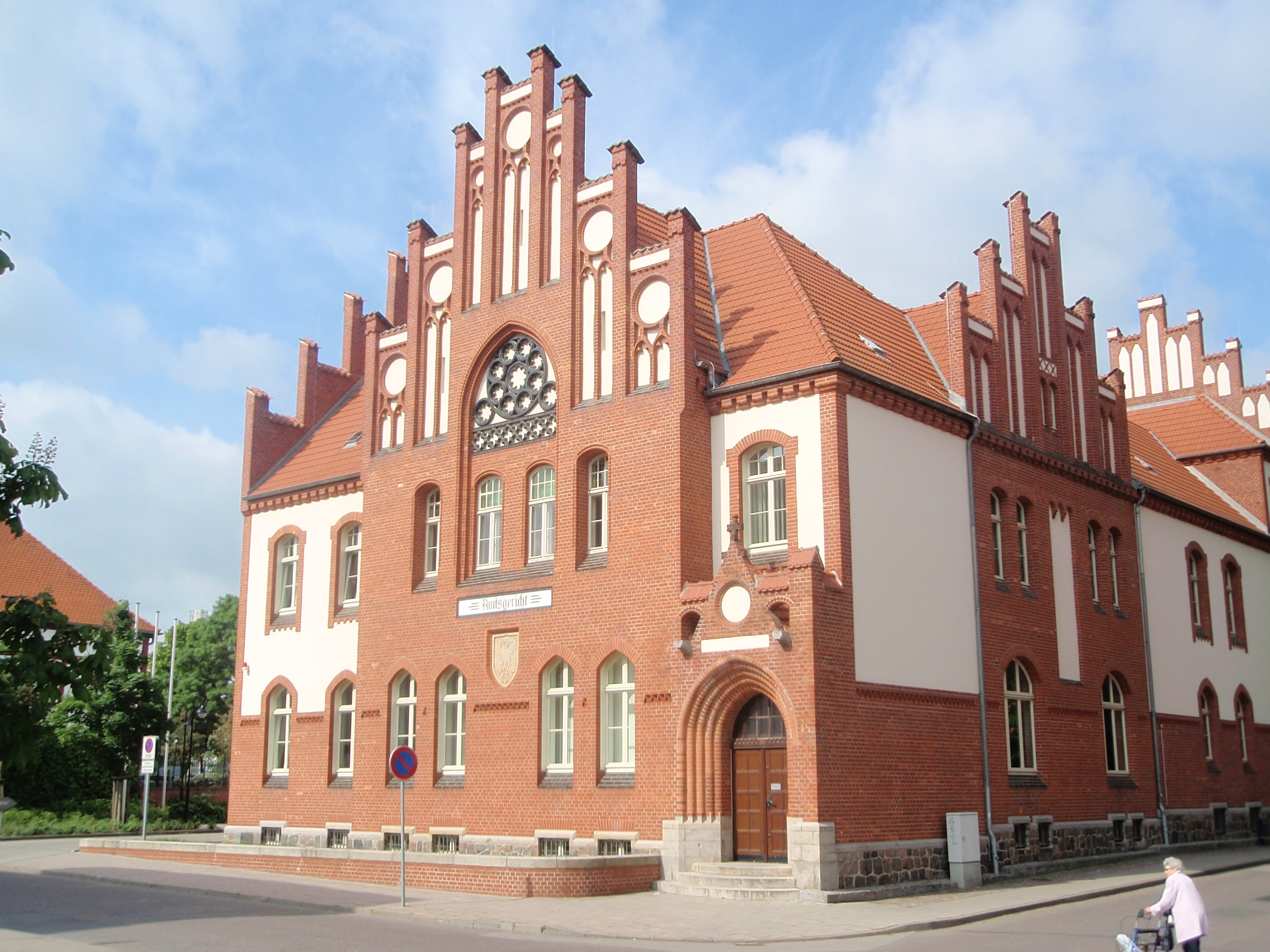
Gebäude des Amtsgerichtes Pasewalk (2009)

Das Amtsgericht Pasewalk ist ein Gericht der ordentlichen Gerichtsbarkeit des Landes Mecklenburg-Vorpommern im Bezirk des Landgerichtes Neubrandenburg.

## Gerichtssitz und -bezirk
Sitz des Gerichtes ist Pasewalk.

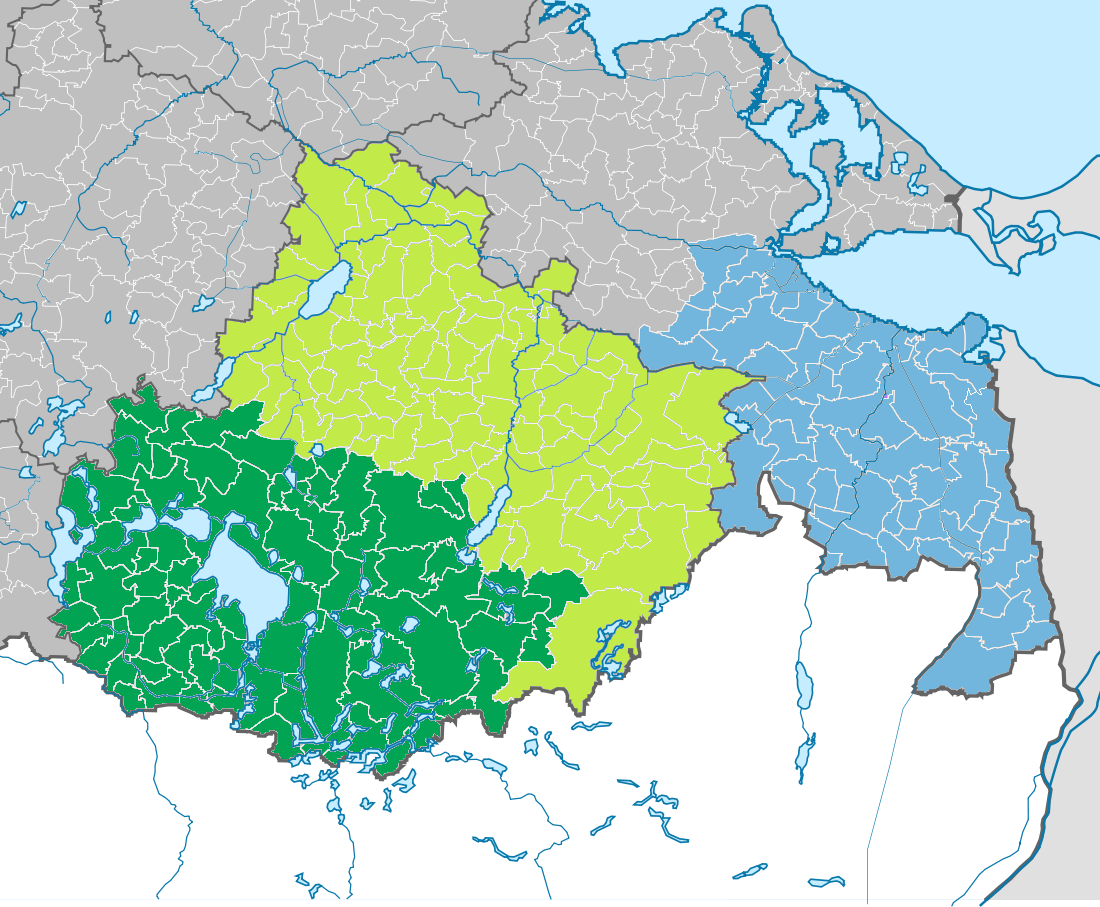
Gerichtsbezirke der dem LG Neubrandenburg nachgeordneten Amtsgerichte (AG) seit dem 28. September 2015
AG Waren (Müritz)
AG Neubrandenburg
AG Pasewalk

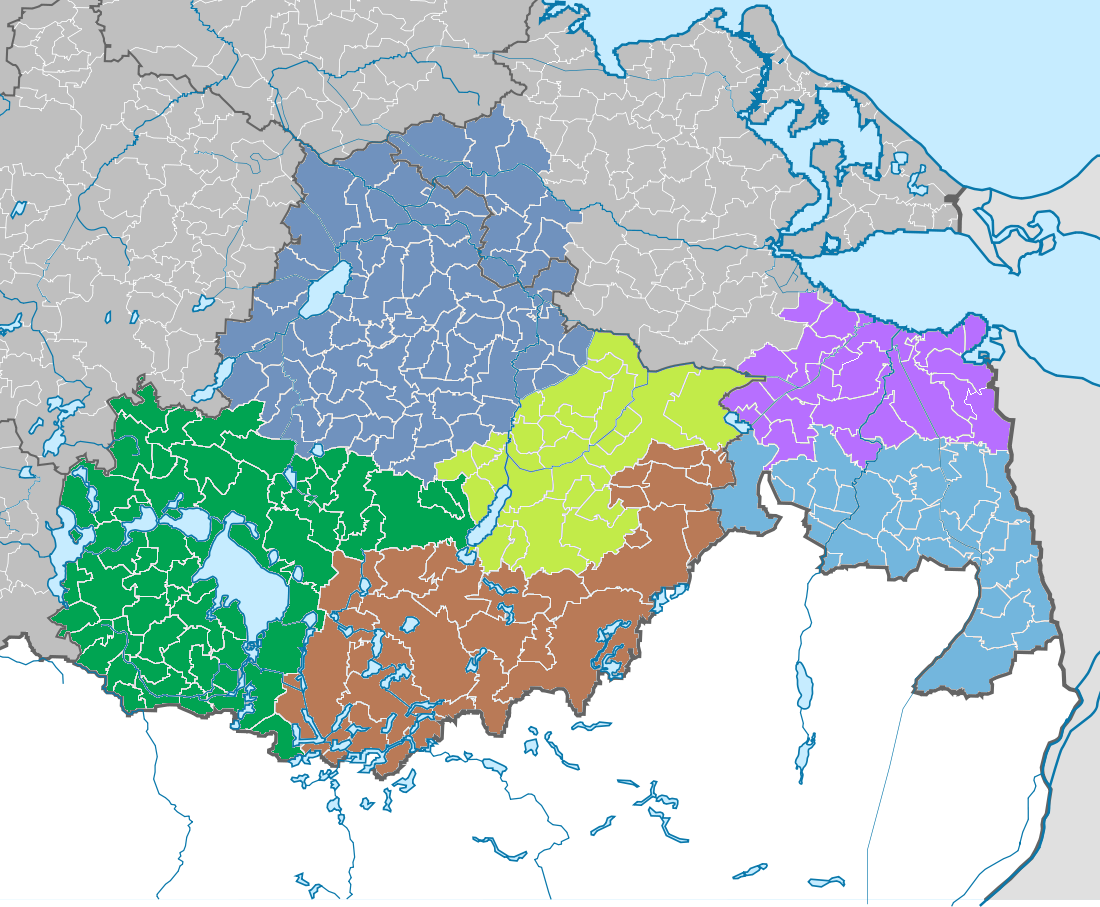
Gerichtsbezirke der dem LG Neubrandenburg nachgeordneten Amtsgerichte bis zum 5. Oktober 2014
AG Waren (Müritz)
AG Demmin
AG Neustrelitz
AG Neubrandenburg
AG Ueckermünde
AG Pasewalk

Der Gerichtsbezirk umfasste bis zum Inkrafttreten der Gerichtsstrukturreform am 6. Oktober 2014 das Gebiet der folgenden Städte und Gemeinden.
| - Bergholz, - Blankensee, - Boock, - Brietzig, - Fahrenwalde, - Glasow, - Grambow, | - Groß Luckow, - Jatznick, - Koblentz, - Krackow, - Krugsdorf, - Löcknitz, - Nadrensee, | - Nieden, - Papendorf, - Pasewalk, - Penkun, - Plöwen, - Polzow, - Ramin, | - Rollwitz, - Rossow, - Rothenklempenow, - Schönwalde, - Strasburg (Uckermark), - Viereck und - Zerrenthin |

In den Bezirk des Amtsgerichtes Pasewalk eingegliedert wurden die folgenden zuvor zum Bezirk des Amtsgerichtes Anklam gehörenden Städte und Gemeinden.
- Anklam,
- Bargischow,
- Boldekow,
- Bugewitz,
- Ducherow,
- Neu Kosenow,
- Rossin und
- Sarnow

Das Amtsgericht Anklam wurde umgewandelt in eine Zweigstelle im Bezirk des Amtsgerichtes Pasewalk. Des Weiteren wurden durch die Auflösung des Amtsgerichtes Ueckermünde zum 1. Dezember 2014 die folgenden Städte und Gemeinden dem Gerichtsbezirk des Amtsgerichtes Pasewalk zugeordnet.
| - Ahlbeck, - Altwarp, - Altwigshagen, - Eggesin, - Ferdinandshof, | - Grambin, - Hammer an der Uecker, - Heinrichswalde, - Hintersee, - Leopoldshagen, | - Liepgarten, - Lübs, - Luckow, - Meiersberg, - Mönkebude, | - Rothemühl, - Torgelow, - Ueckermünde, - Vogelsang-Warsin und - Wilhelmsburg |

Damit wurde der ursprünglich etwa 860 km² große Gerichtsbezirk durch die Gerichtsstrukturreform auf etwa 1960 km² vergrößert. In ihm leben ungefähr 85.000 Einwohner.

## Geschichte
In Pasewalk bestand bis 1879 die Gerichtsdeputation Pasewalk des Kreisgerichts Anclam. Das königlich preußische Amtsgericht Pasewalk wurde mit Wirkung zum 1. Oktober 1879 als eines von 14 Amtsgerichten im Bezirk des Landgerichtes Stettin im Bezirk des Oberlandesgerichtes Stettin gebildet. Der Sitz des Gerichtes war Pasewalk. Sein Gerichtsbezirk umfasste aus dem Kreis Ueckermünde den Stadtbezirk Pasewalk, die Amtsbezirke Belling, Coblentz, Ferdinandshof, Jatznick, Neuenkrug und Rothemühl sowie aus dem Amtsbezirk Torgelow die Gemeindebezirke Hammer a. d. Uecker und Liepe. Am Gericht bestanden 1880 zwei Richterstellen. Das Amtsgericht war damit ein kleines Amtsgericht im Landgerichtsbezirk.
Im Jahre 1945 wurde der größte Teil Pommerns unter polnische Verwaltung gestellt. Damit endete die Geschichte der Stettiner Landes- und Oberlandesgerichte. Das Amtsgericht Pasewalk befand sich westlich der Oder-Neiße-Grenze und blieb daher erhalten, wurde aber nun dem Landgericht Greifswald und dem Oberlandesgericht Schwerin nachgeordnet. Im Jahre 1952 wurden in der DDR die Amtsgerichte abgeschafft und durch Kreisgerichte ersetzt. Für den Kreis Pasewalk entstand das Kreisgericht Pasewalk. Nach dem Zusammenbruch der DDR wurden die Amtsgerichte wieder neu eingerichtet. Das Amtsgericht Pasewalk wurde neu gebildet. Ihm war zunächst das Landgericht Stralsund übergeordnet. Im Jahre 1994 wechselte die Zuständigkeit zum Landgericht Neubrandenburg (LG Neubrandenburg).

## Gebäude
Das Gerichtsgebäude befindet sich in der Grünstraße 61 in Pasewalk. Die Grundsteinlegung auf dem ehemaligen Klosterhof des Dominikanerklosters Pasewalk fand im Jahr 1903 statt. Zwei Jahre später wurde das Gebäude bezogen. In den Jahren 2003 und 2004 errichtete man einen Anbau. Die Zweigstelle Anklam ist unter der Anschrift Baustraße 9 im Lilienthalcenter am Anklamer Markt zu finden.

## Übergeordnete Gerichte
Übergeordnetes Landgericht ist das Landgericht Neubrandenburg, übergeordnetes Oberlandesgericht das Oberlandesgericht Rostock.